# 法藏館
株式会社法藏館（法蔵館、ほうぞうかん）は、京都市下京区正面通烏丸東入にある、老舗の仏教系出版社。慶長7年（1602年）創業の仏教書肆・丁子屋の流れを汲む。歴代当主は、西村七兵衛を襲名している（現在は五代目）。
浄土真宗の仏教書を基点に、多くの宗派・学問的立場に拠る仏教書全般を出版している。特に真宗大谷派式務部により編集された出版物の発行や、同部が校閲した出版物を発行するなど、大谷派（東本願寺）とのつながりが深い。令和元年（2019年）「法蔵館文庫」刊行が始まった。

## 歴史
初代西村七兵衛は天保2年（1832年）9月19日、江戸時代初期より続く老舗仏書肆丁子屋西村九郎右衛門の十代目の三男として生まれた。
嘉永3年（1850年）暖簾分けして丁子屋七兵衛を名乗り、上珠数屋町東洞院西入ルに店舗を構えた。
明治2年（1869年）頃、雲華堂（雪華堂？）と号する。
明治18年（1885年）泉涌寺長老佐伯旭雅により『無量寿経』の一節「爲衆開法藏」より法藏館と命名された。
昭和45年（1970年）株式会社法藏館を設立し、西村明（後の五代西村七兵衛）が社長に就任した。
昭和52年（1977年）小売部門が株式会社法藏館書店として独立し、同時に社屋を改築した。

## 辞典
※参考文献 - 『法藏館図書目録2007』・『法藏館図書目録2010』
- 総合佛教大辞典編集委員会[4] 編集 『総合 佛教大辞典』全1巻、2005年1月。ISBN 4-8318-7070-6。
- 多屋頼俊・横超慧日・舟橋一哉 編 『新版 仏教学辞典』1995年4月。ISBN 4-8318-7009-9。
- 赤沼智善 編 『印度仏教固有名詞辞典〈増訂版〉』1967年2月発行、2009年10月増訂。ISBN 978-4-8318-7003-2
- 日本仏教人名辞典編纂委員会 編 『日本仏教人名辞典』1992年1月。ISBN 4-8318-7007-2。
- 天納傳中・岩田宗一・播磨照浩ほか 編 『仏教音楽辞典』1995年。ISBN 4-8318-6210-X。
- 密教学会 編 『密教大辞典〈縮刷版〉』1983年2月。ISBN 4-8318-7020-X。
- 佐和隆研・高井隆秀・田村隆照ほか 編 『密教辞典』1975年2月。ISBN 4-8318-7050-1。
- 河野法雲・雲山龍珠 監修 『真宗辞典〈新装版〉』1935年6月発行、1994年6月新装。ISBN 4-8318-7012-9。
- 大原性実・星野元豊・金子大榮 監修 『真宗新辞典〈机上版〉』1983年9月。ISBN 4-8318-7011-0。
- 稲城選恵 編 『真宗用語辞典 蓮如篇』1998年3月。ISBN 4-8318-7017-X。
- 柏原祐泉・薗田香融・平松令三 監修 『真宗人名辞典』1999年7月。ISBN 4-8318-7015-3。
- 沼 法量・小塚義國 編 『真宗故事成語辞典〈復刻版〉』1982年11月。ISBN 4-8318-7013-7。
- M.エリアーデ 主編、L.E.サリヴァン 編、鶴岡賀雄・島田裕巳・奥山倫明 訳 『エリアーデ・オカルト辞典』2002年4月。ISBN 4-8318-7031-5。
- 中村 元 監修、木村清孝・末木文美士・竹村牧男 編訳 『エリアーデ仏教辞典』2005年10月。ISBN 4-8318-7030-7。
- 日本仏教社会福祉学会 編 『仏教社会福祉辞典』2006年3月。ISBN 4-8318-7018-8。
- 現代仏教情報事典編纂委員会 編 『現代仏教情報事典』2005年10月。ISBN 4-8318-6510-9。

小事典シリーズ
- 福田亮成 編 『真言宗小事典〈新装版〉』2000年3月。ISBN 4-8318-7066-8。
- 石上善應 編 『浄土宗小事典』2001年5月。ISBN 4-8318-7062-5。
- 瓜生津隆真・細川行信 編 『真宗小事典〈新装版〉』2000年3月。ISBN 4-8318-7067-6。
- 石川力山 編著 『禅宗小事典』1999年11月。ISBN 4-8318-7064-1。
- 小松邦彰・冠 賢一 編 『日蓮宗小事典〈新装版〉』2000年3月。ISBN 4-8318-7068-4。
- 宮家準 著 『修験道小事典〈新装版〉』2015年1月。ISBN 978-4-8318-7069-8。

## 法蔵館書店
株式会社法藏館から、昭和52年（1977年）8月に株式会社法藏館書店として小売部門を分離した別会社とした。現在は会社組織を解消しており、株式会社法藏館の直営店として東本願寺の真向かいにある。書店として仏教書の販売を行ない、法蔵館以外の出版社から発行された書籍も多数取り扱っている。